# Фамагуста (район)
Фамагуста или Аммохостос (греч. Επαρχία Αμμοχώστου, тур. Mağusa Bölgesi) — один из шести районов Республики Кипр, расположенный в восточной части острова. На севере, востоке и юге граничит со Средиземным морем, на западе с районами Кириния, Никосия и Ларнака. Также часть района в юго-западной его части и вдоль Зелёной линии занята британской военной базой Декелия. Административным центром района формально является Фамагуста (греч. Αμμόχωστος; Аммохостос). Площадь — 1979 км².
С 1974 года большая часть района, включая город Фамагуста, контролируется непризнанной Турецкой Республикой Северного Кипра, в которой Карпасский полуостров расположен в районе Искеле со столицей в одноименном городе, прочая часть — в районе Газимагуса. Численность населения турецкого района Газимагуса составляет 64 269 человек на 2006 год, а в выделенном районе Искеле проживает 21 978 человек (то есть всего 86 247 жителей — в основном турки).
Южная греческая часть района (епархия Аммохостос, или Фамагуста), включающая Айя-Напу, имеет население 37 738 жителей на 2001 год. Его администрация временно размещена в Паралимни. В 2011 году численность населения греческой части района составляет 46 452 человек. Из них 37 016 чел. — греки (79,7 %).
Население составляло 37 738 человек в 2001 году, 44 800 человек в 2009 году и 46 452 человека в 2011 году. Из них 37 016 человек — греки (79,7%).
Район делится на шесть общин.
Большая часть района, включая главный город, де-факто контролируется Северным Кипром, лишь небольшая территория на юге находится в ведении Республики Кипр. В этой южной части района проживает 46 629 человек. Северная часть района Фамагуста соответствует районам Газимагуса и Искеле.
В районе Фамагусты, в городе Лефконико, 1 августа 2010 была измерена самая жаркая температура на Кипре, а именно 46,6 градуса Цельсия.
Из-за небольшого размера районная администрация также выступает в качестве представителя перемещенных жителей «фактической» территории.

## Населённые пункты
- Айия-Триас
- Айос-Андроникос
- Айос-Андроникос
- Айос-Харитон
- Айос-Эфстатиос
- Ассия
- Афания
- Ахериту
- Ватили
- Лиси
- Пергамос
- Ахериту
- Ахна
- Афания
- Агия Трияс
- Агиос Андроникос
- Агиос Харитон
- Агиос Евстатиос
- Агиос Георгиос
- Агиос Яковос
- Агиос Илияс
- Агиос Николаос
- Агиос Сергиос
- Агиос Симеон
- Агиос Теодорос
- Аканту
- Алода
- Ангастина
- Ардана
- Арнади
- Артеми
- Асия
- Авголида
- Авгору
- Агия Напа
- Богази
- Варосия
- Васили
- Ватилакас
- Ватили
- Вицада
- Воколида
- Гайдурас
- Галатия
- Галинопорни
- Гастрия
- Генагра
- Герани
- Гуфес
- Гипсу
- Давлос
- Дериния
- Дзяос
- Енкоми
- Ептакоми
- Калопсида
- Кнодара
- Киланемос
- Кома ту Ялу
- Коми Кебир
- Кондеа
- Корнокипос
- Коровия
- Куклия
- Кридия
- Лапатос
- Леонарисо
- Лефконико
- Лимния
- Лиопетри
- Ливадия
- Лиси
- Литрангоми
- Макрасика
- Мандрес
- Марата
- Маратовунос
- Меланагра
- Мелунда
- Милия
- Монарга
- Мусулита
- Нета
- Овгорос
- Паралимни
- Патрики
- Перистерона
- Периволия
- Платани
- Платанисос
- Псилатос
- Пирга
- Ризокарпасо
- Сандаларис
- Синда
- Сотира
- Спатарико
- Стронгилос
- Стили
- Синкраси
- Таврос
- Трикомо
- Трипимени
- Фамагуста
- Фламуди
- Френарос
- Ялуса